# Islamitisch gebeds- en bewassingruimte De Nieuwe Ooster
De Islamitisch gebeds- en bewassingruimte is een bouwwerk in Amsterdam-Oost op het terrein van De Nieuwe Ooster. Het geheel werd op 5 juni 2012 geopend door wethouder Andrée van Es van Amsterdam.

## Gebouw
Begraafplaats De Nieuwe Ooster kreeg binnen de gemeente Amsterdam steeds meer verzoeken om islamitische begrafenissen te verzorgen. Er werd voor 2005 een Programma van Eisen opgesteld. Ook werd er een ontwerp gemaakt voor het bijbehorend grafveld door Karres en Brands Landschapsarchitecten. In 2011 werd een gebouw met een vloeroppervlak van 190 m² bij de westelijke ingang aan de Rozenburglaan een gebouw opgetrokken naar ontwerp van architect Furkan Köse van atelier PUUUR. Op het terrein werd een gebouw en bijbehoren veld ingericht “naar het oosten”, de graven liggen daar haaks op. Het werd een lichtkleurig gebouw dat aan de toegangkant naar binnen vouwt; een uitnodiging om binnen te treden. Door de achtergevel is zicht op het gravenveld. Het gebouw is opgetrokken uit Turks travertijn geplaatst op een lichtkleurige betonnen plint. Het gebouw heeft witte dakranden. Voorts staat het gebouw georiënteerd op een gezichtsas, die de begraafplaats doorsnijdt. Het gebouw dong mee naar de Amsterdamse Architectuur Prijs versie 2013 ; overigens deed het Kantoor De Nieuwe Ooster ook mee in die strijd.

## Kunstwerk
Naast de toegang is een stervormig wandreliëf geplaatst met een doorlopend patroon is geïnspireerd op islamitische versieringen die eenzelfde oneindig patroon kennen en de oneindigheid van de ziel, thema binnen de islam. Het is ontworpen door Rem Posthuma, die ingeschakeld werd nadat de architect door een vriend op de kunstenaar was gewezen. De object is zo geplaatst zodat het onderdeel geworden is van het gebouw, aldus Köse. Het object is gemaakt van wat de kunstenaar zelf noemt driedimensionale tegels.

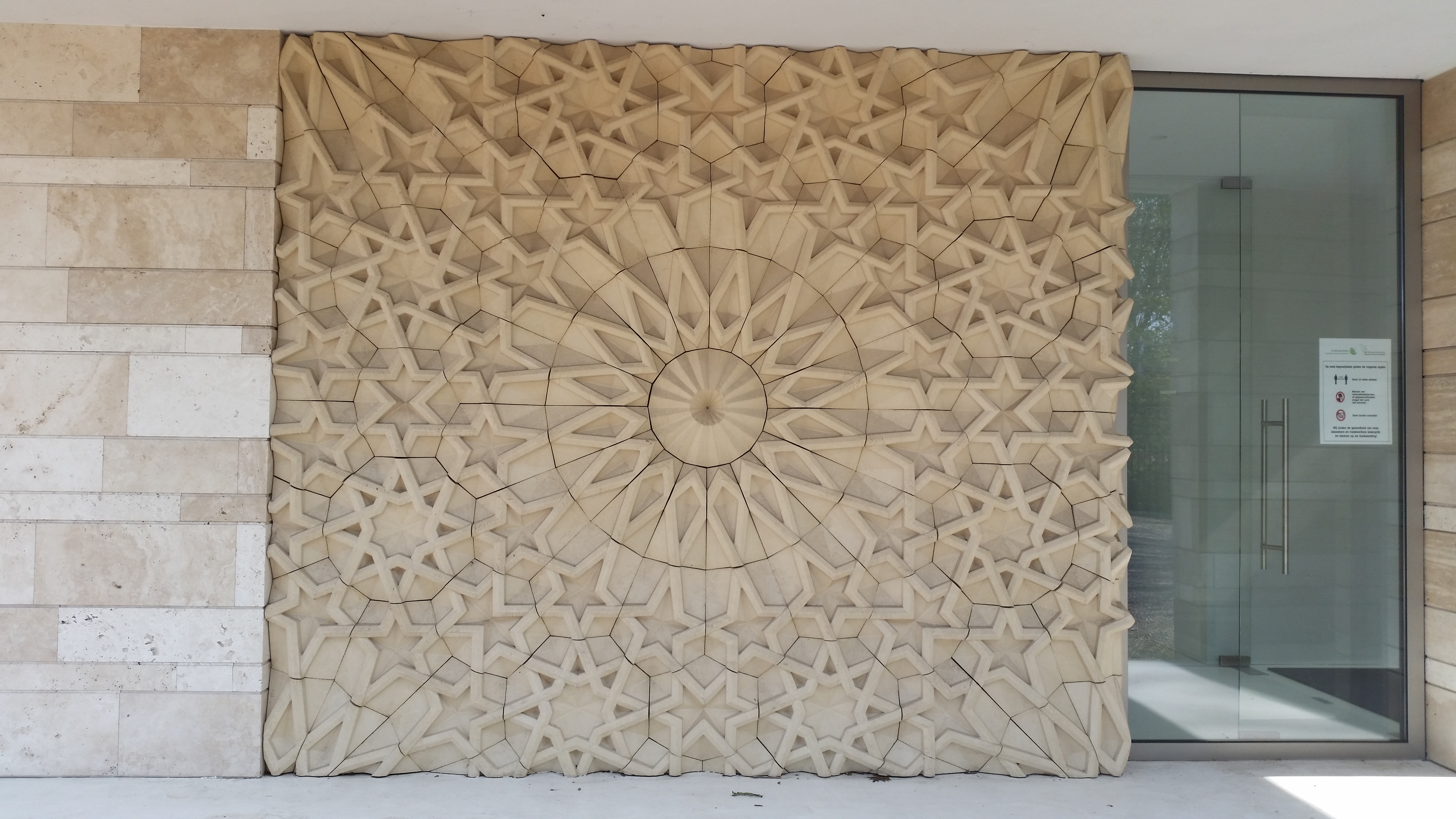
Kunstwerk van Posthuma (april 2020)